# Pomnik Zbigniewa Ścibora-Rylskiego w Warszawie
Pomnik Zbigniewa Ścibora-Rylskiego – monument znajdujący się w parku Marszałka Edwarda Rydza-Śmigłego w Warszawie.

## Opis
Pomnik upamiętniający Zdzisława Ścibora-Rylskiego powstał z inicjatywy Związku Powstańców Warszawskich i Fundacji Pamięci o Bohaterach Powstania Warszawskiego. Autorem popiersia generała był Marcin Nowicki. Jako miejsce jego ustawienia wybrano park Marszałka Edwarda Rydza-Śmigłego, gdyż w czasie powstania warszawskiego we wrześniu 1944 roku w tym miejscu toczyły się zacięte walki z udziałem Batalionu „Czata 49”, w którym Zbigniew Ścibor-Rylski był dowódcą kompanii.
Pomnik został odsłonięty 2 sierpnia 2019 roku, w przeddzień pierwszej rocznicy śmierci generała.